# L’Islet (regionalna gmina hrabstwa)
L'Islet – regionalna gmina hrabstwa (MRC) w regionie administracyjnym Chaudière-Appalaches prowincji Quebec, w Kanadzie. Stolicą jest miejscowość Saint-Jean-Port-Joli. Składa się z 14 gmin: 1 miasta, 10 gmin i 3 parafii.
L'Islet ma 18 517 mieszkańców. Język francuski jest językiem ojczystym dla 99,5%, angielski dla 0,4% mieszkańców (2011).